# Nicolás Falero
Nicolás Falero (né le 11 janvier 1921 et mort à une date inconnue) est un joueur de football international uruguayen, qui évoluait en tant qu'avant-centre.

## Biographie
Surnommé El enamorado del gol, son premier club est en Uruguay dans l'équipe du Club Atlético Peñarol. En 1945, il devient meilleur buteur du championnat uruguayen avec 21 buts, avec Raúl Schiaffino.
En sélection avec l'équipe d'Uruguay, il joue à quatorze occasions, et participe notamment à la Copa América 1945 disputée au Chili, ainsi qu'à celle de 1947 en Équateur.

## Palmarès

### Championnats nationaux
| Titre                                   | Club    | Pays    | Année |
| --------------------------------------- | ------- | ------- | ----- |
| Primera División Profesional de Uruguay | Peñarol | Uruguay | 1945  |

### Distinctions individuelles
| Distinction                                       | Buts |
| ------------------------------------------------- | ---- |
| Goleador du Campeonato Uruguayo de Fútbol de 1945 | 21   |
| Goleador de la Copa América 1947                  | 8    |
| Goleador du Campeonato Uruguayo de Fútbol de 1947 | 17   |